# 德国国营铁路E251型电力机车
德国国营铁路E251型电力机车（德語：DR-Baureihe E 251，自1970年起改称251型，自1992年起改称171型）是德国国营铁路使用的一款电力机车，由于它相对于现行的供电系统采用了不同的技术特点，因而未被纳入德国国营铁路及后续德国铁路的机队标准。它们只能在布兰肯堡－柯尼希叙特间（即吕伯兰铁路）运行。由于这条线路的坡度较大，利用单独的铁道供电系统会是一个理想的运作方式，但成本亦非常昂贵，德国国营铁路在1965年为其铺设了与常规德系铁路供电制式（15千伏16⅔赫兹交流电）不同的25千伏50赫兹交流电系统。15台Co'Co'轴式的电力机车就此应运而生，它们由黑尼格斯多夫电力机车厂生产，并在德国国营铁路得运用中被编号为E251 001至015号。

## 运用
过去15台机车中的11台直至2004年12月仍在吕伯兰铁路担当货物运输。它们此前均驻扎在布兰肯堡车辆段。171型机车的客运服务在2000年被终结，因为德国联邦铁道部规定所有客运列车必需强制加装0公里启动（TB0）中控门锁。这些机车则因成本原因而未被纳入TB0的加装计划。此外这些机车自1998年起还安装了紧急列车停止装置，这款规定要在陡峭线路中使用的机车附件在最初也并不是必要的。
除了171 001号及002号机车恢复至出厂状态并执行遗产保护外，其余几乎所有同型号机车都被转移到了原茨维考车辆段，并在那里等待送往东南欧继续运行。由于171 008号机车在当地的测试中宣告失效，这台封存于茨维考的机车在2011年报废。
由于采用25千伏高架电缆供电的干线铁路基于环保原因而对噪音有了更高的要求，这些机车在2004年起逐渐被新造的185型和189型机车所取代。此外，雷力昂还在2005年完成了将233型及241型机车改用为“蓝虎”的工作。而在此之前，吕伯兰铁路大约三分之二的运输服务已被授予东哈维兰铁路（即如今的）经营。通过雷力昂提供电力机车已不再是经济可行的。

## 配色
全部15台机车在最初都被漆以绿色涂装。自1970年代中期起，它们又被漆以酒红色配以象牙色条纹的方案，其中机车侧壁的条纹较窄。在过渡到德国铁路股份公司后，机车最初的涂装采用东方红色，随后又被交通红色所取代。171 001号及002号机车如今作为馆藏机车得以再次见到最初的绿色的涂装及红色转向架。

## 结构

### 机械部件
从外观上看，E251型机车是明显参照了E11型及E42型机车的设计。其框架和车身为焊接结构。每个端部的横梁同时包含了连接器以及固定安装的扫雪机。机车车体是通过由4个螺旋弹簧组成的轴承实现支撑。每副转向架的轮轴则是通过板簧和橡胶元件实现缓冲。为了提高在急弯上的行驶性能，转向架之间还设有均衡联轴器。此外，转向架是悬浮的，并可侧向偏移数十毫米。轮对尤其是中间轮对则有更显著的侧向移动性能。由于其80公里/小时的最高速度比起姊妹机型211型及242型更低，因此使用了使用更简单和廉价的鼻式悬浮传动方式。

### 电气部件
主变压器被设计为一款带有强制机油循环和强制冷却的油冷式变压器。高压开关具有34个永磁速度级。6台谐波直流电动机是由2个硅整流器供电。所有机车都配有一个电阻制动。机车每小时的牵引功率为3,660千瓦，起动牵引力为373千牛。对列车车厢的供电也不同于德国的常规方式，但采用1,500伏50赫兹的国际标准。

## 现状
E251 001号及002号机车目前被指定为馆藏机车并保存于布兰肯堡。这两台机车是科技遗产，这也是其被保留在布兰根堡的原因。171 012号机车则由魏玛的图林根铁道协会（Thüringer Eisenbahn-Vereines）保存，后者负责对机车进行保养维护，并用作各类型的节庆及活动。其它所有的171型机车（包括171 011号、009号、003号、008号、004号、014号、013号和005号）则在原雷力昂解除运营状态后被转移至茨维考车辆段。这些机车是在2005年4月13日到达哈勒，并在2005年4月21日从当地继续前往茨维考。171 008号机车在2006年2月9日从茨维考被移送至德累斯顿车辆段，并在那里通过地下车床更换了轮对。随后，它经由雷根斯堡港口被转运至罗马尼亚。在当地，它被租借至保加利亚物流中心使用。此外，在茨维考的上述其它机车也是为了这一目的而存在，它们应该用于雷力昂在罗马尼亚的子公司之中。然而，这些机车却在2010年被售予了埃斯彭海恩的废品回收商。171 005号至007号、009号、010号、013号和015号已分别在布兰肯堡及埃斯彭海恩被拆解。
以下为机车的现状，粗体表示机车仍然存在（截至：2010年）
- 171 001 – 作为科技遗产恢复至出厂状态（绿色），并保存于布兰肯堡
- 171 002 – 作为科技遗产恢复至出厂状态（绿色），并保存于布兰肯堡
- 171 003 – 交通红色 – 报废
- 171 004 – 交通红色 – 报废
- 171 005 – 东方红色 – 报废
- 171 006 – 报废
- 171 007 – 报废
- 171 008 – 交通红色，保存于保加利亚的皮尔多普，这是在罗马尼亚的蒂米什瓦拉进行继续运用的测试后外租
- 171 009 – 东方红色 – 报废
- 171 010 – 报废
- 171 011 – 东方红色 – 报废
- 171 012 – 酒红色 – 作为馆藏机车保存于魏玛
- 171 013 – 交通红色 – 报废
- 171 014 – 交通红色 – 报废
- 171 015 – 在德绍维修车间报废

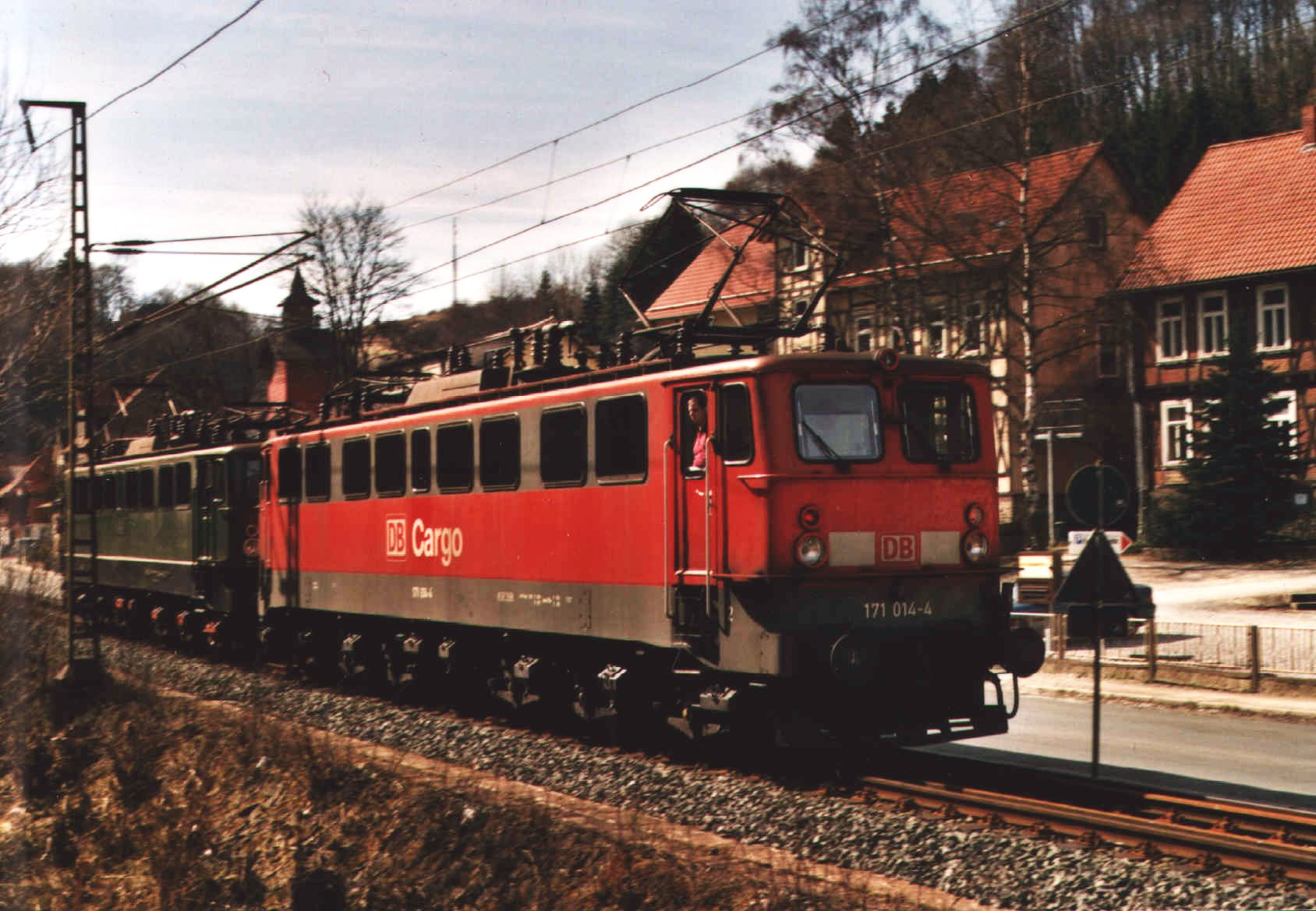
171 014-4号机车及E251 002号机车于吕伯兰铁路
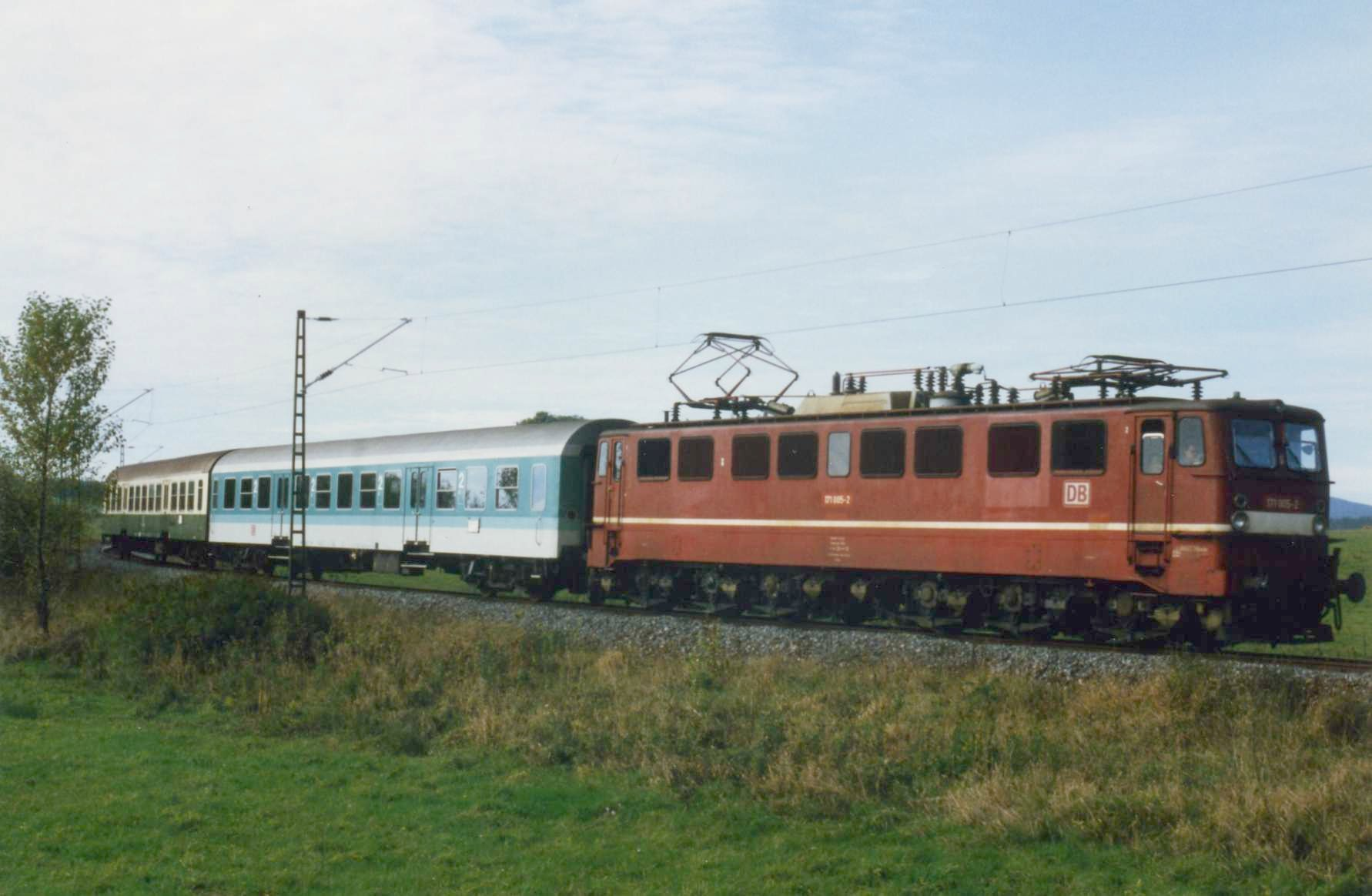
171 005号机车（1995年）
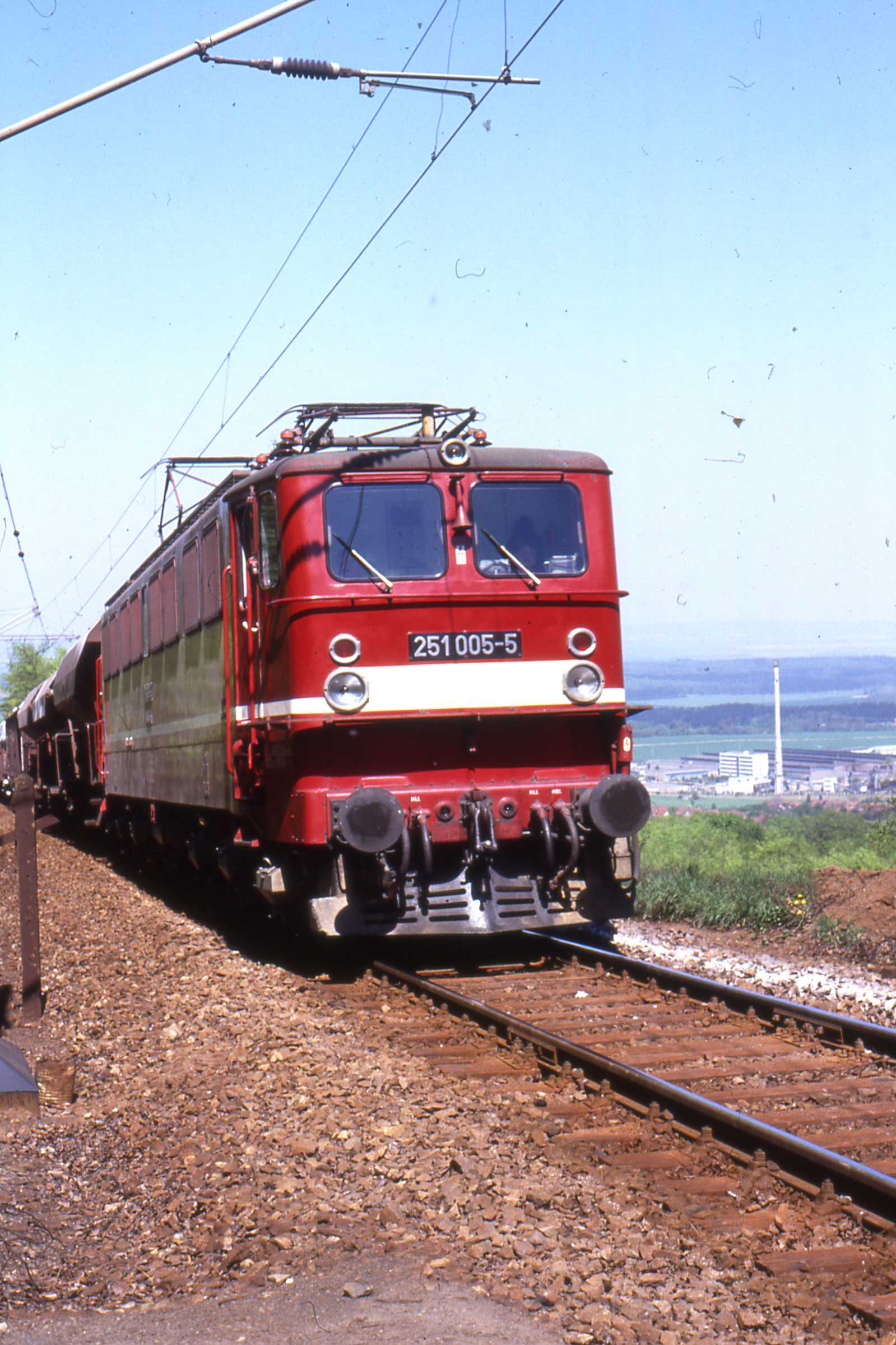
251 005号机车（1990年）